# فیومیچلو

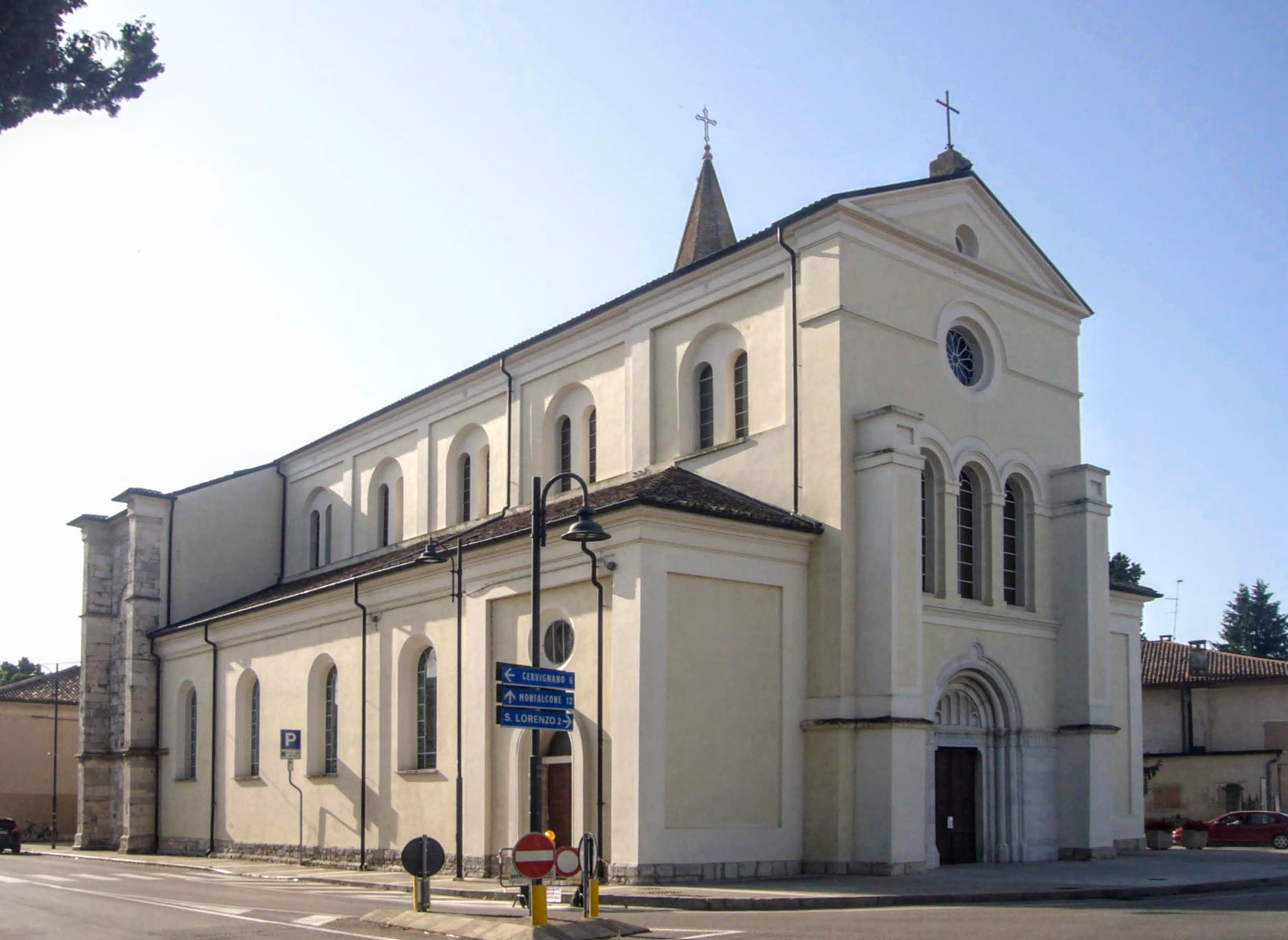

فیومیچلو (به ایتالیایی: Fiumicello) یک کومونه در ایتالیا است که در استان اودینه واقع شده‌است.

## خصوصیات
فیومیچلو ۲۲٫۹ کیلومترمربع مساحت و ۴٬۷۱۵ نفر جمعیت دارد و ۶ متر بالاتر از سطح دریا واقع شده‌است.

## خواهرخوانده
شهر Le Temple-sur-Lot خواهرخواندهٔ فیومیچلو هست.